# Thysanophora plagioptycha
Thysanophora plagioptycha är en snäckart som först beskrevs av Robert James Shuttleworth 1854.  Thysanophora plagioptycha ingår i släktet Thysanophora och familjen Thysanophoridae. Inga underarter finns listade i Catalogue of Life.